# Hypodactylus adercus
Espèce
Synonymes
- Eleutherodactylus adercus Lynch, 2003

Statut de conservation UICN

 DD  : Données insuffisantes
Hypodactylus adercus est une espèce d'amphibiens de la famille des Craugastoridae.

## Répartition
Cette espèce est endémique du département de Santander en Colombie. Elle se rencontre dans la municipalité de Betulia à environ 2 280 m d'altitude sur le versant Ouest de la cordillère Orientale.

## Description
Le mâle holotype mesure 18,8 mm.

## Publication originale
- Lynch, 2003 : A new species of frog from northeastern Colombia (genus Eleutherodactylus: Leptodactylidae). Revista de la Academia Colombiana de Ciencias Exactas Fisicas y Naturales, vol. 27, no 103, p. 287-289 (texte intégral).